# Chuvisca
Chuvisca är en kommun i Brasilien.   Den ligger i delstaten Rio Grande do Sul, i den södra delen av landet, 1 700 km söder om huvudstaden Brasília. Antalet invånare är 4 944.
I omgivningarna runt Chuvisca växer huvudsakligen savannskog. Runt Chuvisca är det glesbefolkat, med 13 invånare per kvadratkilometer.